# Liohippelates baptipalpis
Liohippelates baptipalpis är en tvåvingeart som beskrevs av Wheeler och Forrest 2003. Liohippelates baptipalpis ingår i släktet Liohippelates och familjen fritflugor. Inga underarter finns listade i Catalogue of Life.